# بل دو ژور (نویسنده)
 بل د ژور روسپی سابق ، وبلاگ نویس و متخصص سرطانشناسی که دریک برنامه تلویزیونی نیز به ایفای نقش پرداخته‌است.بروک مگناتی که به عنوان متخصص سرطان‌شناسی در دانشگاهی در غرب انگلیس کار می‌کرد،  در سال ۲۰۰۹ و در سن ۳۴ سالگی و برای رهایی از پارانوئید هویت خود را فاش ساخت.